# NCSM Sackville (K181)
Le NCSM Sackville (K181) est une corvette de la classe Flower qui servit dans la Marine royale canadienne et comme navire de recherche civil. Il est actuellement un navire musée localisé à Halifax et le dernier survivant de sa classe qui contenait 267 corvettes.

## Service de guerre
Le NCSM Sackville fut construit au Saint John Shipbuilding and Drydock Company à Saint-Jean, au Nouveau-Brunswick au début des années 1940. C'est le second navire de cette classe à être commandé par la Marine royale canadienne. Il fut lancé le 15 mai 1941 par la femme de J. E. W. Oland, capitaine du port, avec le maire et les membres du conseil de ville portant son nom. Il est commissionné par la Marine royale canadienne le 30 décembre 1941 par le capitaine J. E. W. Oland. Son premier commandant fut le lieutenant W. R. Kirkland.

## Service civil
Il fut transféré à Pêches et Océans Canada en 1953 en tant que navire de recherche civil.
Il fut retiré en 1982.

## Navire musée
Il fut déclaré site historique national par la Commission des lieux et monuments historiques du Canada en juin 1988 et les travaux de remise à sa configuration originale de 1941 débutèrent.

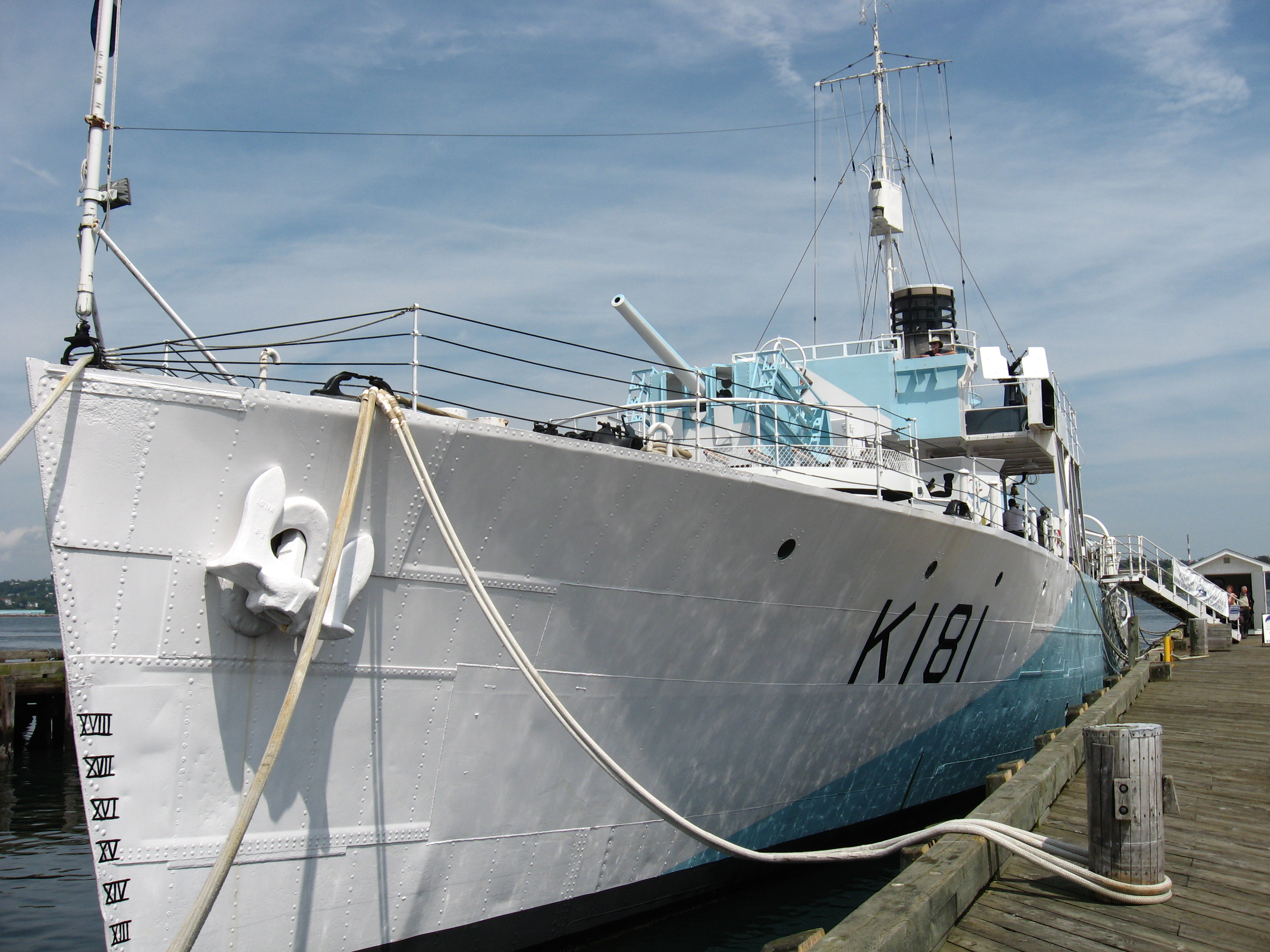
Vue de la proue
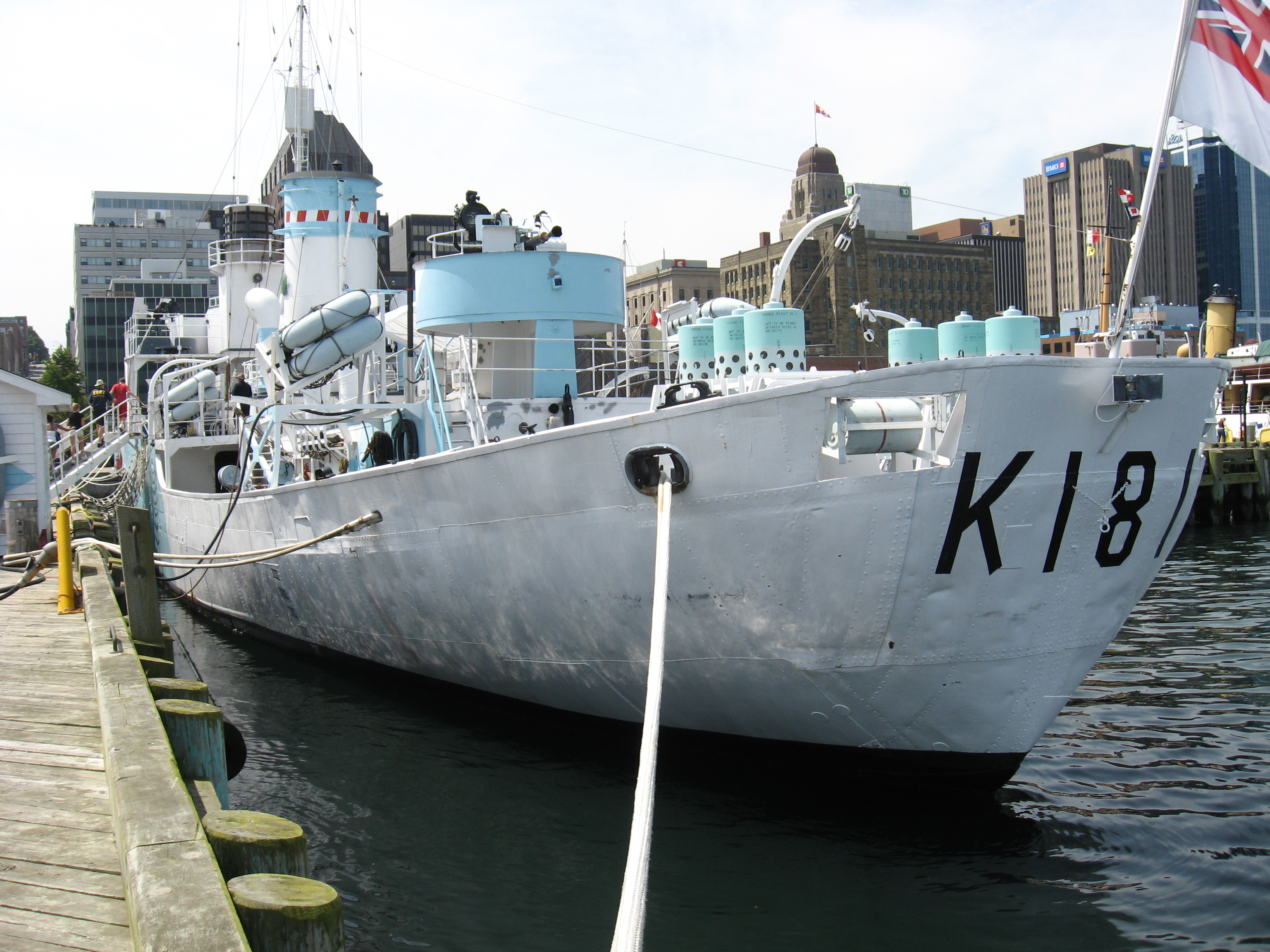
Vue de la poupe